# Acacia tingoorensis
Acacia tingoorensis é uma espécie de leguminosa do gênero Acacia, pertencente à família Fabaceae.